# Peltophryne lemur
Peltophryne lemur е вид земноводно от семейство Крастави жаби (Bufonidae). Видът е критично застрашен от изчезване.